# Khnata bent Bakkar
Hạ sĩ Sultana Khnata bent Bakkar (خخااةة), (mất năm 1754), là người cai trị trên thực tế của Ma-rốc từ năm 1727 đến ca. 1754. Còn được gọi là Hinata binti Bakar al-Gul, bà đóng vai trò là Bộ trưởng và Thư ký đầu tiên cho chồng Ismail Ibn Sharif, người trị vì từ năm 1672 đến 1729. Sau khi ông qua đời sau một thời kỳ hỗn loạn, nơi bà vẫn là người cai trị thực tế, dưới triều đại của mười người con trai của chồng cô với nhiều người vợ khác nhau, tất cả đều bị phế truất, tuy nhiên cô đã xoay xở để đưa Morocco ra khỏi tình huống thảm khốc.
Bà là tác giả của một bài bình luận về tác phẩm của Ibn Haggar al-Asqalani: Al-Isaba fi Marifat as-Sabaha và một vài lá thư gửi cho cư dân Oujda, khuyên bảo và an ủi họ về hoàn cảnh của họ như những người hàng xóm của Thổ Nhĩ Kỳ Ottoman.
Bà được chôn cất trong lăng mộ tại Fez al-Jadid.